# Antihaitianismo
Antihaitianismo è il termine in lingua spagnola con cui si definisce quel fenomeno discriminatorio presente in diverse forme nella Repubblica Dominicana attuato contro la popolazione di origine haitiana.
Sono state riportate tensioni fra le due nazionalità nella Repubblica Dominicana e periodici combattimenti ed episodi di violenza commessi da dominicani a danno degli haitiani.

## Storia
Le origini di un sentimento ostile agli haitiani può essere fatto risalire a una legge segregazionista verso essi istituita dai coloni spagnoli nella Capitaneria Generale di Santo Domingo (odierna Repubblica Dominicana).
Il pensiero di ostilità nei confronti della vicina popolazione haitiana rimase parte integrante della storia dominicana anche dopo l'abbandono degli spagnoli delle loro colonie nell'America Latina. Alcuni hanno suggerito come alla base di questo forte odio ci siano le diverse storie di due popolazioni pur molto vicine ma separate dall'antica barriera culturale creata dai colonizzatori che divise in campo culturale, etnico e linguistico le due microregioni dell'isola. Un altro motivo è la credenza che gli haitiani siano discendenti di etnie africane e creole, a differenza dei dominicani, eredi di una dinastia ispanica.
L'istituzionalizzazione del pensiero antihaitiano divenne ufficiale durante il regime di Rafael Leónidas Trujillo. Divenne parte della formazione scolastica un sistema di educazione volto a "disseminare l'idea nelle scuole e nei media" che i nativi dominicani fossero "bianchi" e orgogliosi discendenti dei conquistadores spagnoli. Questa politica culminò con un processo di "dominicanizzazione" della popolazione e l'uccisione di un numero compreso da 17.000 e 35.000 haitiani nell'ottobre 1937 nel contesto di una pulizia etnica passata alla storia come il massacro del prezzemolo.
Alle elezioni politiche presidenziali del 1996, nella corsa alla cattedra governativa, Joaquín Balaguer, figura storica della destra populista e braccio destro di Trujillo, per il National Patriotic Front, si alleò a Leonel Fernández per minare la corsa alla presidenza del rivale candidato Peña Gómez. Le presunte origini haitiane di Gómez giocarono un ruolo fondamentale nella sua sconfitta alle urne.

## Situazione politica attuale
L'antihaitianismo non si manifesta solamente tramite atti di discriminazione quotidiana, ma è presente in modo particolarmente forte anche nel sistema politico dominicano. A prova della situazione di discriminazione anche per vie politiche, la legislazione dominicana impedisce a tutti gli immigrati haitiani l'accesso alla nazionalità dominicana, fuorviando di conseguenza l'accesso all'istruzione e ai servizi economici. Secondo il New York Times, gruppi per i diritti umani  e Amnesty International, non vengono rilasciati certificati di nascita per i figli nati da entrambi i genitori haitiani privi di permesso di residenza dominicano.
L'attivista per i diritti umani Solange Pierre vinse il Robert F. Kennedy Human Rights Award nel 2006 per la lotta contro questa discriminazione.

## Il caso The Price of Sugar
L'argomento fu affrontato nel documentario The Price of Sugar, che testimoniò la situazione contemporanea vissuta dagli haitiani residenti nella Repubblica Dominicana, impiegati come manodopera. In Europa ci sono state richieste per un boicottaggio turistico ed economico della Repubblica Dominicana. Organizzazioni non governative minori hanno avanzato le stesse istanze negli Stati Uniti.
Tuttavia, il presidente di Haiti e i suoi ambasciatori nella Repubblica Dominicana e in Francia smentirono le accuse sollevate dal film, eccependo che dominicani poveri senza origine haitiana vivono in condizioni uguali a quelle degli haitiani.